# Čaroban
Chansons représentant la Serbie au Concours Eurovision de la chanson
Ovo je Balkan
(2010) Nije ljubav stvar
(2012)
Čaroban (en français Magique) est la chanson représentant la Serbie au Concours Eurovision de la chanson 2011. Elle est interprétée par Nina.
La chanson remporte l'émission du concours de sélection Pesma za Evropu le 26 février 2011 avec 14 900 votes (59,74 %) du télévote.
La chanson participe d'abord à la première demi-finale le mardi 10 mai 2011. La chanson est la sixième de la soirée, suivant Live It Up interprétée par Yüksek Sadakat pour la Turquie et précédant Get You interprétée par Alekseï Vorobiev pour la Russie.
À la fin des votes, elle obtient 67 points et prend la huitième place sur dix-neuf participants. Elle fait partie des dix chansons qualifiées pour la finale.
Lors de la finale le samedi 14 mai 2011, la chanson est la vingt-quatrième et l'avant-dernière de la soirée, suivant Angel interprétée par Mika Newton pour l'Ukraine et précédant One More Day interprétée par Eldrine pour la Géorgie.
À la fin des votes, elle obtient 85 points et prend la quatorzième place sur vingt-cinq participants.